# Barbus rohani
Barbus rohani és una espècie de peix cipriniforme de la família dels ciprínids.

## Morfologia
Els mascles poden assolir els 14,4 cm de longitud total.

## Distribució geogràfica
Es troba al riu Zambezi (Àfrica).